# Parafia Świętych Archaniołów w Bielcach
Parafia Świętych Archaniołów w Bielcach – rzymskokatolicka parafia znajdująca się w diecezji kiszyniowskiej w dekanacie północnym, w Mołdawii.
Msze święte sprawowane są w językach polskim, rumuńskim i rosyjskim. Parafia ma dwie kaplice filialne.

## Historia
Kościół pw. Wniebowzięcia NMP zbudowany w 1821. W 1828 biskup kamieniecki Franciszek Mackiewicz erygował tu parafię pw. Wniebowzięcia NMP. Społeczność rzymskokatolicką w mieście stanowili przede wszystkim Polacy. W dwudziestoleciu międzywojennym przy parafii prowadzono polską szkołę. Kościół zniszczony podczas II wojny światowej. Po wojnie, gdy Bielce weszły w skład ZSRR, nabożeństwa odprawiono w kaplicy ormiańskiej do 22 lutego 1962 kiedy to władze sowieckie zlikwidowały parafię. W kolejnych latach wierni spotykali się potajemnie w prywatnych mieszkaniach. W 1978 w jednym z nich urządzono kaplicę. Władze państwowe ponownie zarejestrowały parafię 14 października 1988. 29 września 2010 biskup kiszyniowski Anton Coșa konsekrował nowy kościół.